# Antarctoscyphus biformis
Antarctoscyphus biformis is een hydroïdpoliep uit de familie Sertulariidae. De poliep komt uit het geslacht Antarctoscyphus. Antarctoscyphus biformis werd in 1905 voor het eerst wetenschappelijk beschreven door Jäderholm. 